# ATP Finals 2022
Pour un article plus général, voir Masters de tennis masculin.
Les ATP Finals 2022 (officiellement les Nitto ATP Finals 2022), également appelés Masters 2022 dans le langage courant, sont la 53e édition du Masters de tennis masculin, qui réunit les huit meilleurs joueurs disponibles de la saison 2022 de l'ATP en simple. Les huit meilleures équipes de double sont également réunies pour la 48e fois.
La compétition se déroule au Pala Alpitour de Turin, du 13 au 20 novembre 2022.

## Primes et points
| Tour                             | Prime       | Points |
| -------------------------------- | ----------- | ------ |
| Cumul pour le vainqueur invaincu | 4 740 300 $ | 1 500  |
| Pour la victoire en finale       | 2 200 400 $ | + 500  |
| Pour la victoire en demi-finale  | 1 070 000 $ | + 400  |
| Pour chaque match de poule gagné | 383 300 $   | + 200  |
| Pour chaque participant          | 320 000 $   | –      |
| Pour chaque remplaçant           | 150 000 $   | –      |

| Tour                             | Prime     | Points |
| -------------------------------- | --------- | ------ |
| Cumul pour l'équipe invaincue    | 930 300 $ | 1 500  |
| Pour la victoire en finale       | 350 400 $ | + 500  |
| Pour la victoire en demi-finale  | 170 000 $ | + 400  |
| Pour chaque match de poule gagné | 93 300 $  | + 200  |
| Pour chaque équipe participante  | 130 000 $ | –      |
| Pour chaque équipe remplaçante   | 50 000 $  | –      |

## Faits marquants

### Pendant le tournoi
À la suite de l'élimination de Rafael Nadal au stade des poules et alors que Stéfanos Tsitsipás avait perdu son premier match, Carlos Alcaraz, qui a déclaré forfait pour le tournoi en raison d'une blessure aux abdominaux, est assuré de terminer la saison à la première place du classement ATP. Il devient à 19 ans le plus jeune joueur à terminer une saison en tête du classement ATP.
Grâce à leur victoire contre les Australiens Thanasi Kokkinakis et Nick Kyrgios, le Néerlandais Wesley Koolhof et le Britannique Neal Skupski sont assurés de terminer la saison à la première place du classement ATP en double.

### Lauréats
Le Serbe Novak Djokovic remporte le tournoi en simple en battant en finale Casper Ruud. Il devient le joueur le plus âgé à remporter le tournoi à 35 ans et 5 mois. Il remporte son 91e titre ATP en simple et son sixième Masters, égalant le record de Roger Federer.
En double, les finalistes sortants Rajeev Ram et Joe Salisbury décrochent leur 9e titre ensemble en s'imposant en finale face à Nikola Mektić et Mate Pavić. Il s'agit respectivement de leur 26e et 12e titre ATP en double.

## Résultats en simple

### Participants
| Ordre de qualification | Classement ATP Race | Date de qualification | Meilleure performance | Joueur                | Résultat    |
| ---------------------- | ------------------- | --------------------- | --------------------- | --------------------- | ----------- |
| 1                      | 2                   | 2 septembre 2022      | F (2)                 | Rafael Nadal          | RR (1V, 2D) |
| 2                      | 1                   | 8 septembre 2022      | -                     | Carlos Alcaraz        | Forfait     |
| 3                      | 4                   | 29 septembre 2022     | DF (1)                | Casper Ruud           | F (3V, 2D)  |
| 4                      | 3                   | 30 septembre 2022     | V (1)                 | Stéfanos Tsitsipás    | RR (1V, 2D) |
| 5                      | 8                   | 9 octobre 2022        | V (5)                 | Novak Djokovic        | V (5V, 0D)  |
| 6                      | 5                   | 29 octobre 2022       | V (1)                 | Daniil Medvedev       | RR (0V, 3D) |
| 7                      | 6                   | 2 novembre 2022       | -                     | Félix Auger-Aliassime | RR (1V, 2D) |
| 8                      | 7                   | 2 novembre 2022       | RR (2)                | Andrey Rublev         | DF (2V, 2D) |
| 9                      | 9                   | 5 novembre 2022       | -                     | Taylor Fritz          | DF (2V, 2D) |

### Remplaçants
| Classement ATP Race | Joueur         | Résultat |
| ------------------- | -------------- | -------- |
| 10                  | Holger Rune    | -        |
| 11                  | Hubert Hurkacz | -        |

### Confrontations avant le Masters
| Joueur                | RN      | CR    | ST    | ND      | DM    | FAA   | AR    | TF    | Total V-D | % victoires |
| --------------------- | ------- | ----- | ----- | ------- | ----- | ----- | ----- | ----- | --------- | ----------- |
| Rafael Nadal          |         | 1 - 0 | 7 - 2 | 29 - 30 | 5 - 1 | 2 - 0 | 2 - 1 | 2 - 1 | 48 - 35   | 57,8 %      |
| Casper Ruud           | 0 - 1   |       | 1 - 1 | 0 - 3   | 0 - 3 | 2 - 1 | 1 - 4 | 0 - 0 | 4 - 13    | 23,5 %      |
| Stéfanos Tsitsipás    | 2 - 7   | 1 - 1 |       | 2 - 9   | 3 - 7 | 5 - 3 | 6 - 4 | 3 - 0 | 22 - 31   | 41,5 %      |
| Novak Djokovic        | 30 - 29 | 3 - 0 | 9 - 2 |         | 7 - 4 | 1 - 1 | 1 - 1 | 5 - 0 | 56 - 37   | 60,2 %      |
| Daniil Medvedev       | 1 - 5   | 3 - 0 | 7 - 3 | 4 - 7   |       | 4 - 0 | 4 - 1 | 1 - 0 | 24 - 16   | 60 %        |
| Félix Auger-Aliassime | 0 - 2   | 1 - 2 | 3 - 5 | 1 - 1   | 0 - 4 |       | 1 - 3 | 0 - 1 | 6 - 18    | 25 %        |
| Andrey Rublev         | 1 - 2   | 4 - 1 | 4 - 6 | 1 - 1   | 1 - 4 | 3 - 1 |       | 2 - 4 | 16 - 19   | 45,7 %      |
| Taylor Fritz          | 1 - 2   | 0 - 0 | 0 - 3 | 0 - 5   | 0 - 1 | 1 - 0 | 4 - 2 |       | 6 - 13    | 31,6 %      |

Source :(en) « Head2Head », sur atptour.com

### Phase de poules

#### Groupe Vert
- Rafael Nadal (no 1)
- Casper Ruud (no 3)
- Félix Auger-Aliassime (no 5)
- Taylor Fritz (no 8)

##### Résultats
| Date               | Vainqueur             | Vaincu                | Score           | Durée      |
| ------------------ | --------------------- | --------------------- | --------------- | ---------- |
| 13 nov. à 14 h CET | Casper Ruud           | Félix Auger-Aliassime | 7-64, 6-4       | 1 h 51 min |
| 13 nov. à 21 h CET | Taylor Fritz          | Rafael Nadal          | 7-63, 6-1       | 1 h 37 min |
| 15 nov. à 14 h CET | Félix Auger-Aliassime | Rafael Nadal          | 6-3, 6-4        | 1 h 57 min |
| 15 nov. à 21 h CET | Casper Ruud           | Taylor Fritz          | 6-3, 4-6, 7-66  | 2 h 11 min |
| 17 nov. à 14 h CET | Rafael Nadal          | Casper Ruud           | 7-5, 7-5        | 1 h 42 min |
| 17 nov. à 21 h CET | Taylor Fritz          | Félix Auger-Aliassime | 7-64, 65-7, 6-2 | 2 h 44 min |

##### Classement
| Rang poule | Classement ATP Race | Joueur                | Match(s) G-P | Set(s) G-P | Jeux G-P |
| ---------- | ------------------- | --------------------- | ------------ | ---------- | -------- |
| 1          | 4                   | Casper Ruud           | 2-1          | 4-3        | 40-39    |
| 2          | 9                   | Taylor Fritz          | 2-1          | 5-3        | 47-39    |
| 3          | 6                   | Félix Auger-Aliassime | 1-2          | 3-4        | 37-39    |
| 4          | 2                   | Rafael Nadal          | 1-2          | 2-4        | 28-35    |

#### Groupe Rouge
- Stéfanos Tsitsipás (no 2)
- Daniil Medvedev (no 4)
- Andrey Rublev (no 6)
- Novak Djokovic (no 7)

##### Résultats
| Date               | Vainqueur          | Vaincu             | Score            | Durée      |
| ------------------ | ------------------ | ------------------ | ---------------- | ---------- |
| 14 nov. à 14 h CET | Andrey Rublev      | Daniil Medvedev    | 67-7, 6-3, 7-67  | 2 h 31 min |
| 14 nov. à 21 h CET | Novak Djokovic     | Stéfanos Tsitsipás | 6-4, 7-64        | 1 h 38 min |
| 16 nov. à 14 h CET | Novak Djokovic     | Andrey Rublev      | 6-4, 6-1         | 1 h 7 min  |
| 16 nov. à 21 h CET | Stéfanos Tsitsipás | Daniil Medvedev    | 6-3, 611-7, 7-61 | 2 h 21 min |
| 18 nov. à 14 h CET | Novak Djokovic     | Daniil Medvedev    | 6-3, 65-7, 7-62  | 3 h 11 min |
| 18 nov. à 21 h CET | Andrey Rublev      | Stéfanos Tsitsipás | 3-6, 6-3, 6-2    | 1 h 42 min |

##### Classement
| Rang poule | Classement ATP Race | Joueur             | Match(s) G-P | Set(s) G-P | Jeux G-P |
| ---------- | ------------------- | ------------------ | ------------ | ---------- | -------- |
| 1          | 8                   | Novak Djokovic     | 3-0          | 6-1        | 44-31    |
| 2          | 7                   | Andrey Rublev      | 2-1          | 4-4        | 39-39    |
| 3          | 3                   | Stéfanos Tsitsipás | 1-2          | 3-5        | 40-44    |
| 4          | 5                   | Daniil Medvedev    | 0-3          | 3-6        | 48-57    |

### Phase finale
|  |                  |                  |            |            |                  |                  |            |                |            |        |        |        |
|  | 1/2 finale       | 1/2 finale       | 1/2 finale | 1/2 finale | 1/2 finale       |                  |            | Finale         | Finale     | Finale | Finale | Finale |
|  | 19 novembre 2022 | 19 novembre 2022 | 1 h 8 min  | 1 h 8 min  | 1 h 8 min        |                  |            |                |            |        |        |        |
|  | 19 novembre 2022 | 19 novembre 2022 | 1 h 8 min  | 1 h 8 min  | 1 h 8 min        |                  |            |                |            |        |        |        |
|  | Casper Ruud      | (3)              | 6          | 6          |                  |                  |            |                |            |        |        |        |
|  | Casper Ruud      | (3)              | 6          | 6          | 20 novembre 2022 | 20 novembre 2022 | 1 h 32 min | 1 h 32 min     | 1 h 32 min |        |        |        |
|  | Andrey Rublev    | (6)              | 2          | 4          | 20 novembre 2022 | 20 novembre 2022 | 1 h 32 min | 1 h 32 min     | 1 h 32 min |        |        |        |
|  | Andrey Rublev    | (6)              | 2          | 4          | Casper Ruud      | (3)              | 5          | 3              |            |        |        |        |
|  | 19 novembre 2022 | 19 novembre 2022 | 1 h 54 min | 1 h 54 min | 1 h 54 min       | (3)              | 5          | 3              |            |        |        |        |
|  | 19 novembre 2022 | 19 novembre 2022 | 1 h 54 min | 1 h 54 min | 1 h 54 min       |                  |            | Novak Djokovic | (7)        | 7      | 6      |        |
|  | Novak Djokovic   | (7)              | 7          | 7          |                  |                  |            | Novak Djokovic | (7)        | 7      | 6      |        |
|  | Novak Djokovic   | (7)              | 7          | 7          |                  |                  |            |                |            |        |        |        |
|  | Taylor Fritz     | (8)              | 65         | 6          |                  |                  |            |                |            |        |        |        |
|  | Taylor Fritz     | (8)              | 65         | 6          |                  |                  |            |                |            |        |        |        |

### Classement final
| Résultat       | Classement ATP Race | Joueur                | Match(s) G-P | Set(s) G-P | Jeux G-P | Points gagnés | Nouveau rang |
| -------------- | ------------------- | --------------------- | ------------ | ---------- | -------- | ------------- | ------------ |
| Vainqueur      | 8                   | Novak Djokovic        | 5-0          | 10-1       | 71-51    | 1500          | 5            |
| Finaliste      | 4                   | Casper Ruud           | 3-2          | 6-5        | 60-58    | 800           | 3            |
| Demi-finaliste | 9                   | Taylor Fritz          | 2-2          | 5-5        | 59-53    | 400           | 9            |
| Demi-finaliste | 7                   | Andrey Rublev         | 2-2          | 4-6        | 45-51    | 400           | 8            |
| Poules         | 6                   | Félix Auger-Aliassime | 1-2          | 3-4        | 37-39    | 200           | 6            |
| Poules         | 3                   | Stéfanos Tsitsipás    | 1-2          | 3-5        | 40-44    | 200           | 4            |
| Poules         | 2                   | Rafael Nadal          | 1-2          | 2-4        | 28-35    | 200           | 2            |
| Poules         | 5                   | Daniil Medvedev       | 0-3          | 3-6        | 48-57    | 0             | 7            |

## Résultats en double

### Participants
| Ordre de qualification | Classement ATP Race | Date de qualification | Meilleure performance | Équipe                             | Résultat    |
| ---------------------- | ------------------- | --------------------- | --------------------- | ---------------------------------- | ----------- |
| 1                      | 1                   | 1er septembre 2022    | V (1) -               | Wesley Koolhof Neal Skupski        | DF (2V, 2D) |
| 2                      | 2                   | 9 septembre 2022      | F (2) F (1)           | Rajeev Ram Joe Salisbury           | V (5V, 0D)  |
| 3                      | 3                   | 30 septembre 2022     | - V (1)               | Marcelo Arévalo Jean-Julien Rojer  | RR (1V, 2D) |
| 4                      | 4                   | 17 octobre 2022       | V (1) DF (1)          | Nikola Mektić Mate Pavić           | F (4V, 1D)  |
| 5                      | 8                   | 31 octobre 2022       | -                     | Thanasi Kokkinakis Nick Kyrgios    | RR (1V, 2D) |
| 6                      | 7                   | 3 novembre 2022       | V (1) DF (2)          | Marcel Granollers Horacio Zeballos | RR (0V, 3D) |
| 7                      | 6                   | 4 novembre 2022       | -                     | Lloyd Glasspool Harri Heliövaara   | DF (2V, 2D) |
| 8                      | 5                   | 5 novembre 2022       | F (1) -               | Ivan Dodig Austin Krajicek         | RR (0V, 3D) |

### Remplaçants
| Classement ATP Race | Équipe                    | Résultat |
| ------------------- | ------------------------- | -------- |
| 9                   | Matthew Ebden Max Purcell | -        |
| 10                  | Tim Pütz Michael Venus    | -        |

### Confrontations avant le Masters
| Équipe                             | WK/NS | RR/JS | MA/JJR | NM/MP | ID/AK | LG/HH | MG/HZ | TK/NK | Total V-D | % victoires |
| ---------------------------------- | ----- | ----- | ------ | ----- | ----- | ----- | ----- | ----- | --------- | ----------- |
| Wesley Koolhof Neal Skupski        |       | 1 - 2 | 4 - 0  | 0 - 1 | 1 - 0 | 2 - 1 | 0 - 1 | 0 - 0 | 8 - 5     | 61,5 %      |
| Rajeev Ram Joe Salisbury           | 2 - 1 |       | 0 - 0  | 2 - 4 | 0 - 2 | 0 - 1 | 4 - 2 | 1 - 0 | 9 - 10    | 47,4 %      |
| Marcelo Arévalo Jean-Julien Rojer  | 0 - 4 | 0 - 0 |        | 1 - 0 | 1 - 1 | 1 - 0 | 0 - 0 | 0 - 0 | 3 - 5     | 37,5 %      |
| Nikola Mektić Mate Pavić           | 1 - 0 | 4 - 2 | 0 - 1  |       | 0 - 0 | 3 - 0 | 2 - 2 | 0 - 1 | 10 - 6    | 62,5 %      |
| Ivan Dodig Austin Krajicek         | 0 - 1 | 2 - 0 | 1 - 1  | 0 - 0 |       | 0 - 1 | 1 - 1 | 0 - 0 | 4 - 4     | 50 %        |
| Lloyd Glasspool Harri Heliövaara   | 1 - 2 | 1 - 0 | 0 - 1  | 0 - 3 | 1 - 0 |       | 0 - 0 | 1 - 0 | 4 - 6     | 40 %        |
| Marcel Granollers Horacio Zeballos | 1 - 0 | 2 - 4 | 0 - 0  | 2 - 2 | 1 - 1 | 0 - 0 |       | 0 - 2 | 6 - 9     | 40 %        |
| Thanasi Kokkinakis Nick Kyrgios    | 0 - 0 | 0 - 1 | 0 - 0  | 1 - 0 | 0 - 0 | 0 - 1 | 2 - 0 |       | 3 - 2     | 60 %        |

### Phase de poules

#### Groupe Vert
- Wesley Koolhof
 Neal Skupski (no 1)
- Nikola Mektić
 Mate Pavić (no 4)
- Ivan Dodig
 Austin Krajicek (no 5)
- Thanasi Kokkinakis
 Nick Kyrgios (no 8)

##### Résultats
| Date                  | Vainqueurs                      | Vaincus                         | Score             | Durée      |
| --------------------- | ------------------------------- | ------------------------------- | ----------------- | ---------- |
| 14 nov. à 11 h 30 CET | Wesley Koolhof Neal Skupski     | Thanasi Kokkinakis Nick Kyrgios | 63-7, 6-4, [10-5] | 1 h 30 min |
| 14 nov. à 18 h 30 CET | Nikola Mektić Mate Pavić        | Ivan Dodig Austin Krajicek      | 6-4, 3-6, [10-7]  | 1 h 31 min |
| 16 nov. à 11 h 30 CET | Nikola Mektić Mate Pavić        | Wesley Koolhof Neal Skupski     | 6-4, 7-63         | 1 h 33 min |
| 16 nov. à 18 h 30 CET | Thanasi Kokkinakis Nick Kyrgios | Ivan Dodig Austin Krajicek      | 3-6, 6-4, [10-6]  | 1 h 20 min |
| 18 nov. à 11 h 30 CET | Wesley Koolhof Neal Skupski     | Ivan Dodig Austin Krajicek      | 7-5, 4-6, [10-6]  | 1 h 40 min |
| 18 nov. à 18 h 30 CET | Nikola Mektić Mate Pavić        | Thanasi Kokkinakis Nick Kyrgios | 7-64, 7-64        | 1 h 30 min |

##### Classement
| Rang poule | Classement ATP Race | Joueur                          | Match(s) G-P | Set(s) G-P | Jeux G-P |
| ---------- | ------------------- | ------------------------------- | ------------ | ---------- | -------- |
| 1          | 4                   | Nikola Mektić Mate Pavić        | 3-0          | 6-1        | 37-32    |
| 2          | 1                   | Wesley Koolhof Neal Skupski     | 2-1          | 4-4        | 35-35    |
| 3          | 8                   | Thanasi Kokkinakis Nick Kyrgios | 1-2          | 3-5        | 33-37    |
| 4          | 5                   | Ivan Dodig Austin Krajicek      | 0-3          | 3-6        | 31-32    |

#### Groupe Rouge
- Rajeev Ram
 Joe Salisbury (no 2)
- Marcelo Arévalo
 Jean-Julien Rojer (no 3)
- Lloyd Glasspool
 Harri Heliövaara (no 6)
- Marcel Granollers
 Horacio Zeballos (no 7)

##### Résultats
| Date                  | Vainqueurs                        | Vaincus                            | Score             | Durée      |
| --------------------- | --------------------------------- | ---------------------------------- | ----------------- | ---------- |
| 13 nov. à 11 h 30 CET | Lloyd Glasspool Harri Heliövaara  | Marcelo Arévalo Jean-Julien Rojer  | 7-5, 7-63         | 1 h 30 min |
| 13 nov. à 18 h 30 CET | Rajeev Ram Joe Salisbury          | Marcel Granollers Horacio Zeballos | 6-3, 68-7, [10-8] | 1 h 51 min |
| 15 nov. à 11 h 30 CET | Marcelo Arévalo Jean-Julien Rojer | Marcel Granollers Horacio Zeballos | 6-1, 63-7, [10-7] | 1 h 27 min |
| 15 nov. à 18 h 30 CET | Rajeev Ram Joe Salisbury          | Lloyd Glasspool Harri Heliövaara   | 7-5, 6-4          | 1 h 13 min |
| 17 nov. à 11 h 30 CET | Lloyd Glasspool Harri Heliövaara  | Marcel Granollers Horacio Zeballos | 6-0, 6-4          | 59 min     |
| 17 nov. à 18 h 30 CET | Rajeev Ram Joe Salisbury          | Marcelo Arévalo Jean-Julien Rojer  | 3-6, 7-64, [10-5] | 1 h 42 min |

##### Classement
| Rang poule | Classement ATP Race | Joueur                             | Match(s) G-P | Set(s) G-P | Jeux G-P |
| ---------- | ------------------- | ---------------------------------- | ------------ | ---------- | -------- |
| 1          | 2                   | Rajeev Ram Joe Salisbury           | 3-0          | 6-2        | 37-31    |
| 2          | 6                   | Lloyd Glasspool Harri Heliövaara   | 2-1          | 4-2        | 35-28    |
| 3          | 3                   | Marcelo Arévalo Jean-Julien Rojer  | 1-2          | 3-5        | 36-33    |
| 4          | 7                   | Marcel Granollers Horacio Zeballos | 0-3          | 2-6        | 22-38    |

### Phase finale
|  |                                  |                  |            |            |            |                          |                  |                          |            |            |        |        |
|  | 1/2 finale                       | 1/2 finale       | 1/2 finale | 1/2 finale | 1/2 finale |                          |                  | Finale                   | Finale     | Finale     | Finale | Finale |
|  | 19 novembre 2022                 | 19 novembre 2022 | 1 h 40 min | 1 h 40 min | 1 h 40 min |                          |                  |                          |            |            |        |        |
|  | 19 novembre 2022                 | 19 novembre 2022 | 1 h 40 min | 1 h 40 min | 1 h 40 min |                          |                  |                          |            |            |        |        |
|  | Nikola Mektić Mate Pavić         | (4)              | 6          | 64         | 10         |                          |                  |                          |            |            |        |        |
|  | Nikola Mektić Mate Pavić         | (4)              | 6          | 64         | 10         | 20 novembre 2022         | 20 novembre 2022 | 1 h 26 min               | 1 h 26 min | 1 h 26 min |        |        |
|  | Lloyd Glasspool Harri Heliövaara | (6)              | 4          | 7          | 6          | 20 novembre 2022         | 20 novembre 2022 | 1 h 26 min               | 1 h 26 min | 1 h 26 min |        |        |
|  | Lloyd Glasspool Harri Heliövaara | (6)              | 4          | 7          | 6          | Nikola Mektić Mate Pavić | (4)              | 64                       | 4          |            |        |        |
|  | 19 novembre 2022                 | 19 novembre 2022 | 1 h 40 min | 1 h 40 min | 1 h 40 min | Nikola Mektić Mate Pavić | (4)              | 64                       | 4          |            |        |        |
|  | 19 novembre 2022                 | 19 novembre 2022 | 1 h 40 min | 1 h 40 min | 1 h 40 min |                          |                  | Rajeev Ram Joe Salisbury | (2)        | 7          | 6      |        |
|  | Rajeev Ram Joe Salisbury         | (2)              | 7          | 6          |            |                          |                  | Rajeev Ram Joe Salisbury | (2)        | 7          | 6      |        |
|  | Rajeev Ram Joe Salisbury         | (2)              | 7          | 6          |            |                          |                  |                          |            |            |        |        |
|  | Wesley Koolhof Neal Skupski      | (1)              | 67         | 4          |            |                          |                  |                          |            |            |        |        |
|  | Wesley Koolhof Neal Skupski      | (1)              | 67         | 4          |            |                          |                  |                          |            |            |        |        |

### Classement final
| Résultat        | Classement ATP Race | Équipe                             | Match(s) G-P | Set(s) G-P | Jeux G-P | Points gagnés | Nouveau rang |
| --------------- | ------------------- | ---------------------------------- | ------------ | ---------- | -------- | ------------- | ------------ |
| Vainqueurs      | 2                   | Rajeev Ram Joe Salisbury           | 5-0          | 10-2       | 63-51    | 1500          | 2            |
| Finalistes      | 4                   | Nikola Mektić Mate Pavić           | 4-1          | 8-4        | 60-56    | 1000          | 4            |
| Demi-finalistes | 6                   | Lloyd Glasspool Harri Heliövaara   | 2-2          | 4-4        | 46-41    | 400           | 5            |
| Demi-finalistes | 1                   | Wesley Koolhof Neal Skupski        | 2-2          | 4-6        | 45-48    | 400           | 1            |
| Poules          | 3                   | Marcelo Arévalo Jean-Julien Rojer  | 1-2          | 3-5        | 36-33    | 200           | 3            |
| Poules          | 8                   | Thanasi Kokkinakis Nick Kyrgios    | 1-2          | 3-5        | 33-37    | 200           | 8            |
| Poules          | 5                   | Ivan Dodig Austin Krajicek         | 0-3          | 3-6        | 31-32    | 0             | 6            |
| Poules          | 7                   | Marcel Granollers Horacio Zeballos | 0-3          | 2-6        | 22-38    | 0             | 7            |